# Orco (Orco Feglino)
Orco è oggi l'unica frazione del comune di Orco Feglino, in provincia di Savona. Fu comune autonomo fino al 1869.

## Geografia fisica
Il paese di Orco è collocato a 377 m sul crinale che divide la val Cornei (nel bacino del torrente Sciusa) dalla valletta del torrente Aquila (bacino del Pora). L'attuale centro abitato è sovrastato da sud-ovest dalla collina dove sorgeva l'antico castrum Orche.

## Origini del nome
Il nome del paese potrebbe derivare dal latino Orca, termine utilizzato sia per indicare un grosso barile sia il cetaceo omonimo. Altri studiosi ritengono che si tratti invece di un toponimo pre-romano.

## Storia

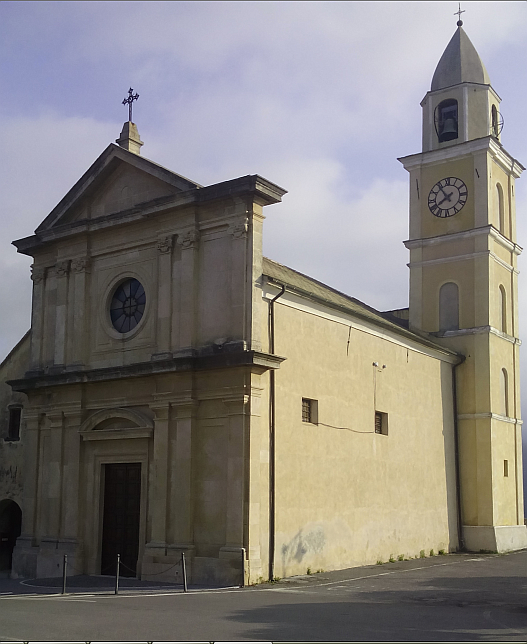
La parrocchiale

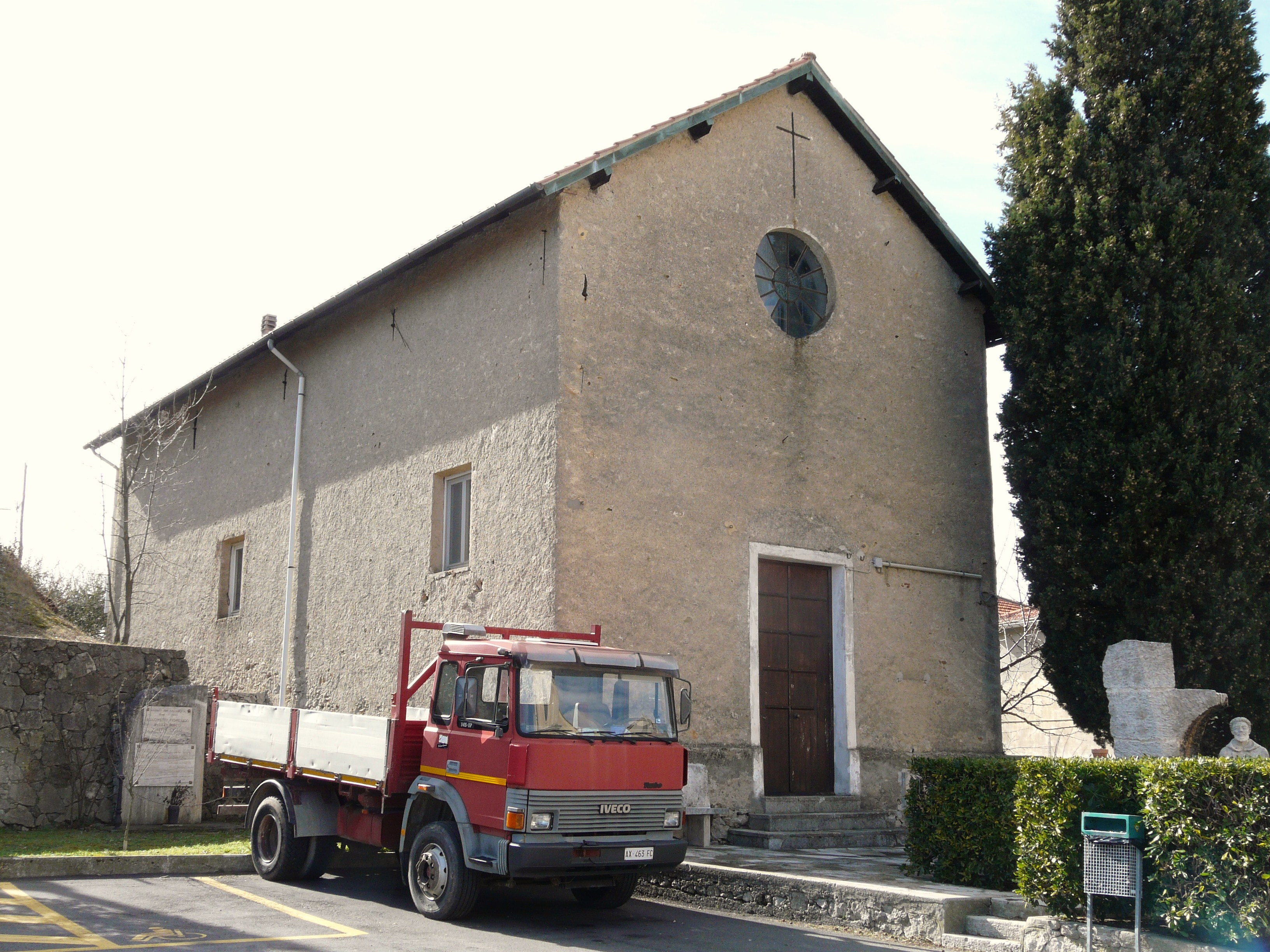
L'oratorio nei pressi della parrocchiale

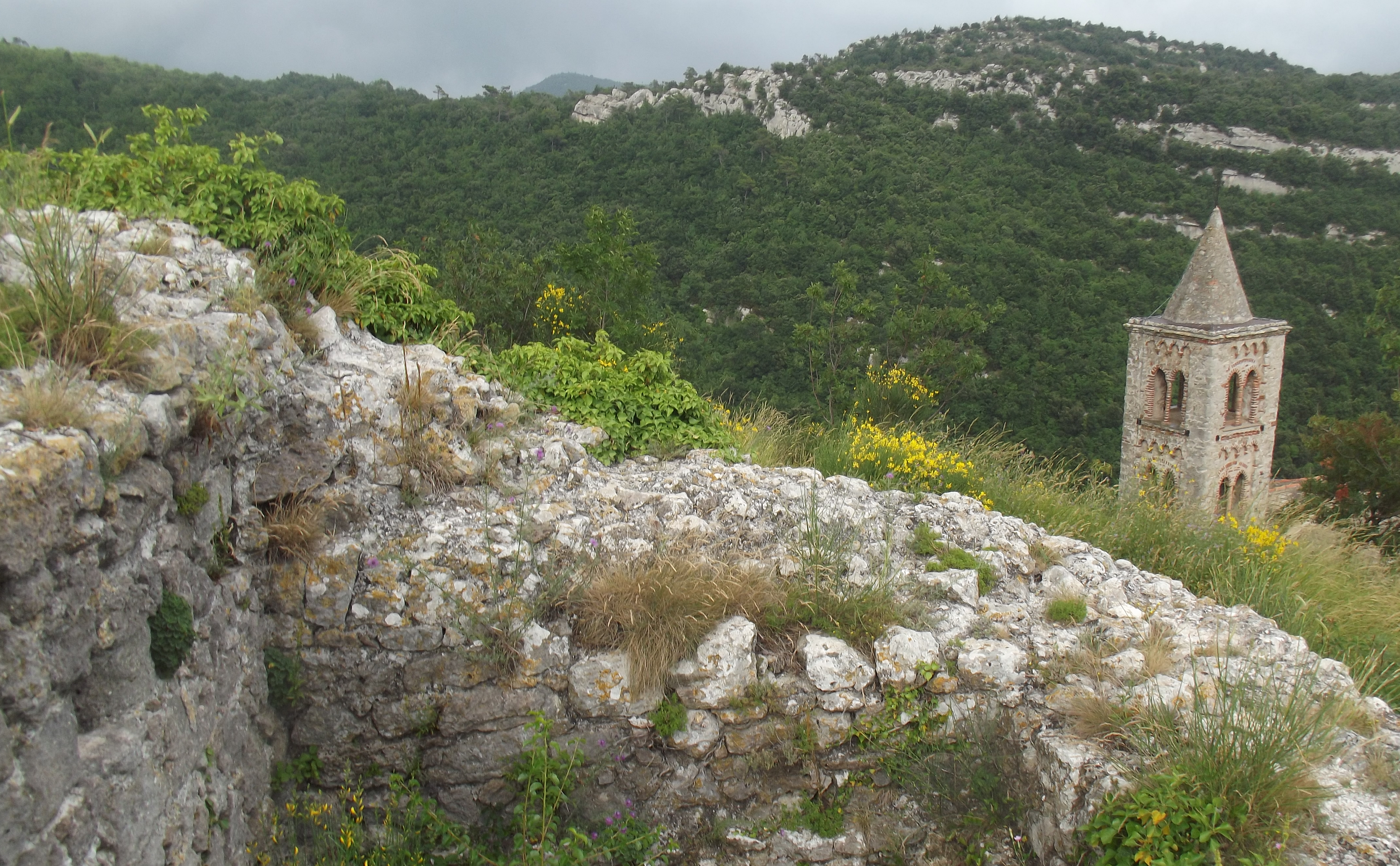
Le rovine del castello e il campanile di San Lorenzino

Testimonianze storiche del 967 menzionano un Castrum Orche all'interno della marca Aleramica  Dal 1091 divenne possedimento di Bonifacio del Vasto e successivamente ereditato, nel 1142, da Enrico I Del Carretto, il fondatore del marchesato di Finale. La parrocchia di Orco ebbe incluse anche l'abitato di Feglino fino al Quattrocento.
Orco era compreso nel marchesato finalese e ne seguì le sorti storiche passando nel 1602 alla Spagna; nel 1713 fu acquistato dalla Repubblica di Genova che lo aggregò alla podesteria di Finale.
Il paese conobbe successivamente una decadenza anche demografica tanto che nel 1839 il geografo Attilio Zuccagni-Orlandini lo descriveva come piccolo e meschino villaggio.
Il comune di Orco rimase autonomo fino al 7 luglio 1869, quando con regio Decreto esso venne unito a Feglino per formare un nuovo comune che assunse la denominazione di Orco-Feglino

## Monumenti e luoghi d'interesse

### Architetture religiose
- Parrocchiale di San Lorenzo martire[8]
- Ex oratorio di Santa Maria Maddalena, risalente al Seicento.
- Chiesa di San Lorenzino: collocata su un poggio nei pressi dell'abitato, viene fatta risalire risale al XII secolo. È affiancata da un campanile con due ordini di bifore e al suo interno conserva affreschi del XV e XVI secolo.[9]

### Architetture militari
- Castello di Orco. Del medievale castrum Orche[10], eretto su una rupe presso l'abitato di Orco, restano oggi alcuni ruderi delle mura e del torrione. La postazione difensiva è citata nel documento imperiale del 967 di Ottone I di Sassonia. Subì una nuova rivisitazione tra il XII e il XIV secolo[10] prima del successivo abbandono.